# Paolo Canettieri
Paolo Canettieri (Viterbo, 1965) è un filologo italiano.

## Biografia
È  professore ordinario di filologia e linguistica romanza all'Università di Roma, presso il Dipartimento di Studi Europei, Americani e Interculturali. Allievo di Roberto Antonelli e di Aurelio Roncaglia, si è occupato principalmente di letteratura medievale romanza (italiana, occitana, francese, catalana, spagnola, portoghese), con particolare attenzione alla poesia lirica e alle sue strutture formali. Ha scritto  saggi su Guglielmo IX d'Aquitania, Jaufre Rudel, Arnaut Daniel, Thibaut de Champagne, Alfonso X, Iacopone da Todi, Dante Alighieri, Francesco Petrarca, Luigi Pirandello, Franco Scataglini. Si interessa del rapporto tra la versificazione latina e romanza e della ricezione della lirica trobadorica nel medioevo, nel rinascimento e nella contemporaneità. Ha scritto un volume sul descort, genere lirico romanzo del XIII secolo. Ha edito il Libro dei giochi di Alfonso X e tutte le poesie di Franco Scataglini. Ha pubblicato edizioni e commenti (anche in formato elettronico) e redatto banche dati, cataloghi di schemi metrici e ritmici in formato elettronico. Dal 1996 dirige progetti per la digitalizzazione delle letterature romanze medievali. Le edizioni critiche digitali di due trovatori galego-portoghesi, Martín Codax e Pero Meogo, del 1998, sono state fra le prime pubblicate in rete. Ha pubblicato sia in internet sia su CDrom una banca dati integrale della poesia lirica anticofrancese, che include numerose nuove edizioni testuali. È uno dei fondatori della filologia cognitiva ed è direttore dell'omonima rivista. I suoi interessi di ricerca includono la poetica, la linguistica cognitiva, la neuroestetica e la critica testuale.
Ha inaugurato negli studi filologici italiani l’approccio cognitivo , la stilometria  e la stemmatologia digitale .
Le sue opere riguardano principalmente: versificazione e analisi melodica, storia dei testi e attribuzioni, storia culturale delle idee, teoria dei generi letterari, intertestualità, etimologia e linguistica, autodefinizioni dei testi e metodi di determinazione dei corpora, contrafacta e intertestualità, semantica delle strutture metriche, rapporto tra giochi ed ecdotica, rapporto tra testo letterario e trattatistica, filologia e scienze cognitive, filologia e teoria dell'informazione, attribuzione automatizzata di testi anonimi.
Ha scoperto che la formula di permutazione 6-1-5-2-4-3 della sestina coincide con quella della distribuzione dei punti sui dadi, che il numero 33 dei versi del Cantico delle creature di San Francesco è un riferimento simbolico a Cristo e ha individuato la fonte della conta Ponte ponente .

## Opere

### Saggi
- "Descortz es dictatz mot divers". Ricerche su un genere lirico romanzo del XIII secolo, Roma, Bagatto, 1996.
- Il gioco delle forme nella lirica dei trovatori, Roma, Bagatto, 1996.

### Antologie
- Iacopone da Todi, Francesco d'Assisi et al, La poesia religiosa del Duecento, Milano, Rizzoli, BUR, 2001, settima edizione, 2023.

### Edizioni critiche
- Franco Scataglini, Tutte le poesie, Macerata, Quodlibet, 2022.
- Alfonso X. Il Libro dei giochi, Roma, Cosmopoli, 1996.

### Banche dati, siti e repertori online
- Trouveors (concordanze elettroniche della lirica antico francese, con nuovi testi critici), su CD, Roma, Bagatto, 2005 e online.
- Lirica Medievale Romanza (collana di edizioni digitali online).
- Prosopographical Atlas of Romance Literature (geolocalizzazione e indicizzazione online delle letterature romanze medievali).